# Dipterocarpus bourdilloni
Espèce
Classification phylogénétique
Statut de conservation UICN

 CR A1cd+2cd, B1+2c : 
En danger critique
Le Dipterocarpus bourdilloni est un arbre sempervirent des Ghâts occidentaux du  Kerala de la famille des Diptérocarpacées.

## Répartition
Endémique aux Ghâts occidentaux du Kerala, il y aurait aussi, une ou deux populations au Karnataka et Tamil Nadu.

## Préservation
En danger critique de disparition du fait de la déforestation.